# Yadagirigutta
Yadagirigutta is een census town in het district Yadadri Bhuvanagiri van de Indiase staat Telangana. 

## Demografie
Volgens de Indiase volkstelling van 2001 wonen er 13.267 mensen in Yadagirigutta, waarvan 50% mannelijk en 50% vrouwelijk is. De plaats heeft een alfabetiseringsgraad van 61%. 